# Quinton (Oklahoma)
Pour les articles homonymes, voir Quinton.
Quinton est une ville du comté de Pittsburg, dans l'État d'Oklahoma, aux États-Unis,. En 2010, elle compte une population de 1 051 habitants.

## Démographie
Lors du recensement de 2010, la ville comptait une population de 1 051 habitants, tandis qu'en 2019, elle est estimée à 985 habitants.